# Fubiniova věta
Fubiniova věta je jednou z důležitých vět integrálního počtu. Vyslovil ji poprvé italský matematik Guido Fubini, po kterém se jmenuje, a jejím obsahem je vymezení podmínek, za kterých lze hodnotu vícerozměrného integrálu spočítat pomocí jednorozměrných integrálů a to bez ohledu na pořadí.
Obecně tedy udává možnost počítat
{\displaystyle \int _{X\times Y}f(x,y)\,{\text{d}}(x,y)=\int _{X}\left(\int _{Y}f(x,y)\,{\text{d}}y\right)\,{\text{d}}x=\int _{Y}\left(\int _{X}f(x,y)\,{\text{d}}x\right)\,{\text{d}}y}
Z formálního hlediska se jako Fubiniova věta označuje několik různých vět, protože přesné znění se liší pro různé definice integrálu.